# شهاب عسگری
شهاب عسگری (زادهٔ ۲ مرداد ۱۳۲۴) هنرپیشه و دوبلور ایرانی است. او بازی در تئاتر را از سال ۱۳۵۹ در تئاتر نصر تجربه کرد.

## فیلم‌شناسی

### تلویزیون
- ۱۳۷۳ عاطفه (حسن فتحی)
- ۱۳۷۵ فراق (مسعود رشیدی)
- ۱۳۷۶ دلهای شاد (حمید قدکچیان)
- ۱۳٨۲ کوچه اقاقیا(رضا عطاران)

### سینما
- سینما متروپل (۱۴۰۱)
- ستایش (۱۳۸۹)
- کوچه اقاقیا (۱۳۸۲)
- ستاره‌های سربی (۱۳۸۱)
- آقای رئیس‌جمهور (۱۳۷۹)
- دست‌های آلوده (۱۳۷۸)
- عروسی مهتاب (۱۳۷۵)
- بازی‌های پنهان (۱۳۷۴)
- تفنگ شکسته (۱۳۶۴)
- پیراک (۱۳۶۳)
- جنجال بزرگ (۱۳۶۳)
- عقاب‌ها (۱۳۶۳)
- سردار جنگل (۱۳۶۲)
- میرزا کوچک خان (۱۳۶۲)
- سیم خاردار (۱۳۶۰)
- دام نامرئی (۱۳۵۷)
- تکیه بر باد (۱۳۵۷)
- سرباز (۱۳۵۶)
- کوسه جنوب (۱۳۵۶)
- داغ ننگ (۱۳۴۴)
- فریاد دهکده (۱۳۴۴)

## دوبله
ماجراهای گالیور (گالیور)
جزیره گنج (لانگ جان سیلور)
زنبور سبز (ون ویلیامز)
جواهری در قصر (دون بک)
خشم اژدهای جدید (جکی چان)

## فلج شدگی
او در سال ۱۳۹۲ اعلام کرد که در آلمان، دچار عفونت ستون مهره‌ها و کیست شد و نزدیک به ۴۵ درصد از بدن او فلج شده و با راه‌بر راه می‌رود.